# Hősök kapuja (Szeged)

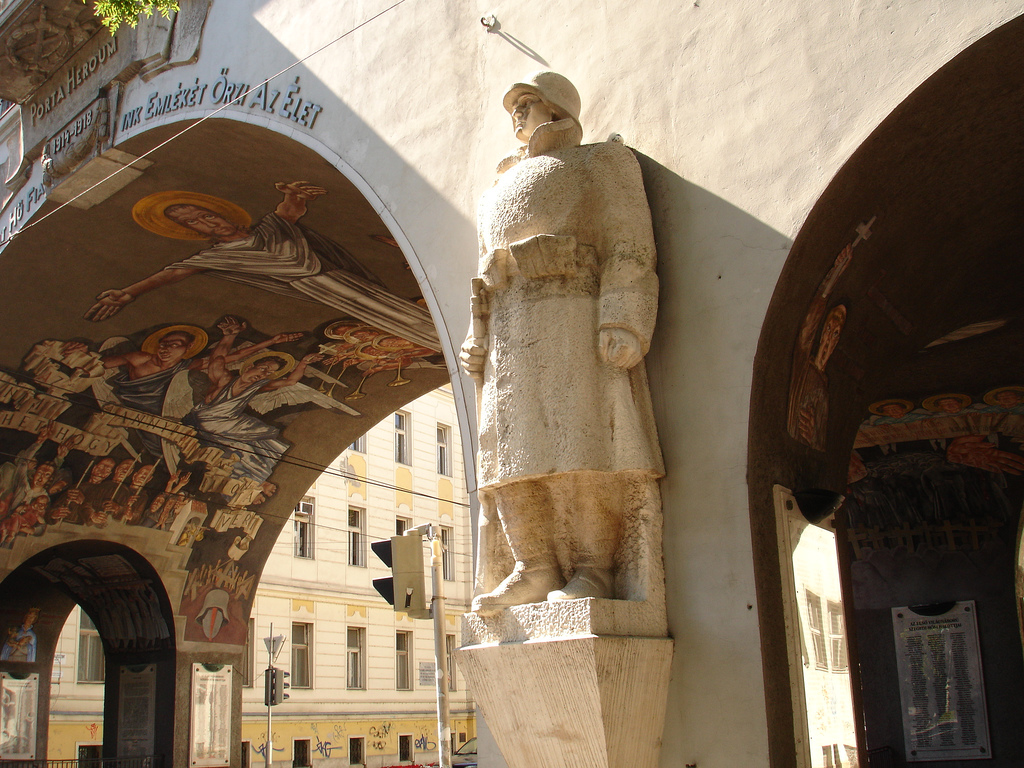
Az élő katona szobra (Lőte Éva, 1937)

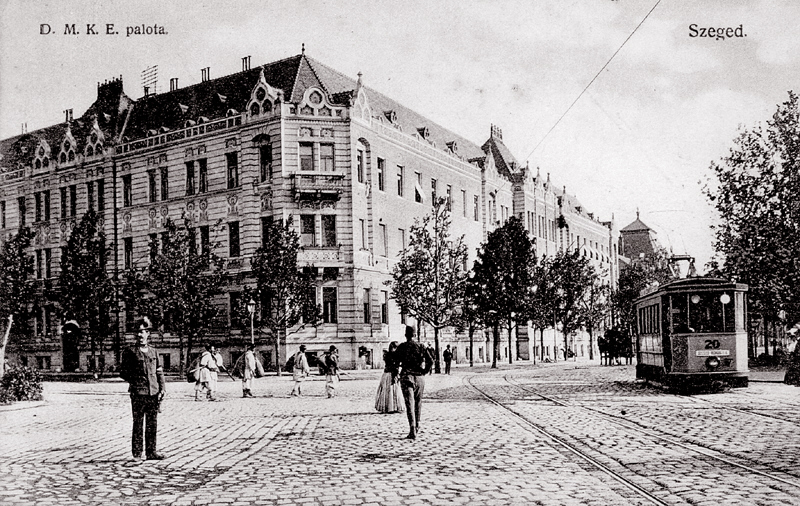
A DMKE palota (Boldogasszony sgt. 2–4., 1930-as évek)

A szegedi Hősök kapuja (latinul: Porta Heroum) neoklasszicista művészeti alkotás az első világháború elesett hősei, a 12 000 szegedi katona emlékére készült 1936, 1937-ben.

## Jelentősége
Szegeden jelentős szerepe volt az egykori Gizella tér, a mai Aradi vértanúk terének. Története úgy alakult, hogy ez lett a város történelmi emlékhelye. Itt zajlanak nemzeti ünnepeken, emlékezetes történelmi évfordulókon a városi megemlékezések, főhajtások, koszorúzások. A tér maga több mint kétszáz éve a város legfontosabb emlékműveinek a helye, nevét pedig az 1849-ben Aradon kivégzett hősökről kapta. Itt állt a Rozália kápolna, melyet a 18. században építettek a pestis áldozatainak emlékére, később 1896-ban itt emelt a város emlékoszlopot az 1848-49-es szabadságharc szőregi csatájának tiszteletére. Az első világháború után egy másik emlékoszlopot emeltek a térre az elesett 46. gyalogezred szegedi áldozataira emlékezve. Itt látható a kolozsvári testvérek Sárkányölő Szent György szobrának másolata, és ide került Melocco Miklós 1997-ben leleplezett 1956-os emlékműve. A történelmi emlékhelyek e különös láncolata tette még inkább indokolttá a Hősök kapuja helyének kijelölését.

## Az emlékmű története
Az első világháborút követően az emlékmű gondolata még Klebelsberg Kuno kultuszminisztertől a Dóm tér együttesének megálmodójától származik: „Nem palotakaput akarok építeni, hanem városkaput, amely lezárja a Gizella (ma Aradi vértanúk tere) tér nyugtalanságát… Kicsiny pénzzel, szűkös eszközökkel kell most szép dolgokat alkotni. Ezt a kaput úgy kell megcsinálni, hogy szimbóluma legyen a városnak, akár belülről az itthoniak, akár kívülről, a vasúton jövő idegenek számára…”
A kapu létesítésének ötlete tehát eredendően Klebelsberg Kunó elgondolása volt, aki Pogány Móric neves építőművész számára adta a megbízást a tanítói internátus épületegyüttesének megtervezésére, még 1930-ban. A feladat megfogalmazása szerint az épületegyüttes feladata volt, hogy az épület egyik szárnya zárja le a Boldogasszony-sugárút Gizella térre nyíló torkolatát, úgy, hogy annak forgalma azért zavarmentesen lebonyolódhasson a három boltív alatt. A terv gyorsan elkészült, ám a kivitelezésre csak 1935-ben kezdhettek hozzá. Az építkezés megkezdésekor vetette fel dr. Pálfy József Szeged akkori polgármestere, hogy ez a különleges épület legyen a Hősök kapuja formájában Szeged város hősi halottainak emlékműve is egyben. Pogány Móric készséggel áttervezte az épületet ennek az új funkciónak is helyt adva, majd amikor az akkori kultuszminiszter, Hóman Bálint hozzájárulását adta a változások költségeire, a város művészeti zsűrije hosszas tanácskozást követően Aba-Novák Vilmos festőművészt bízta meg a freskók elkészítésével, míg Lőte Éva szobrászművészt a szobrok megtervezésével és kifaragásával. A Hősök kapuja még 1936 őszén elkészült, de ünnepélyes felavatására 1937. május 30-án, a Hősök emléknapján került sor, többek között Horthy Miklós kormányzó jelenlétében.
Amikor a felavatásra sor került majd két évtizeddel a háború befejezése után, „addigra már nem elsősorban a gyászra, a hősi áldozatokra való emlékeztetés volt a legfontosabb szempont, hanem – az irredentizmus állampolitikai rangra emelkedésével összhangban – inkább a háborús leveretés feletti igazságtétel kifejezése, a harcra buzdításra”.

## Az emlékmű leírása
Az emlékmű, vagyis a kapuépítmény a Boldogasszony sugárút eleje fölött ível át: a korábban épült 2–4. szám alatti DMKE palota (Délmagyarországi Magyar Közművelődési Egyesület székháza) és a sugárút 1. szám alatti – az emlékművel együtt épült – háromemeletes tanítói internátus tömbje között. A három ívnyílásos kapuépítmény szintén háromemeletes, a tér felé néző főhomlokzaton középen díszbeszédre is szolgáló tömörfalazatú, magyar koronás címerrel díszített erkély, alatta a szalagdíszén „Porta Heroum 1914–1918” felirat olvasható (az évszámok eredetileg nem szerepeltek a homlokzaton, valószínűleg akkor került fel, amikor a címert és a koronát leverték; ez utóbbi ma is hiányik), az erkéllyel egyvonalban 3-3 félköríves záródású franciaablak látható, kovácsoltvas kardokból készült mellvéd díszítéssel. A középső ívet a „Hősi Halált Halt Hű Fiaink Emlékét Őrzi Az Élet” fölirat szegélyezi. A kapu jobb és bal oldalán pilléreken állnak az élő és halott katona monumentális kőszobrai, az első világháború áldozataira emlékező honvédszobrok (Lőte Éva, 1937). A főhomlokzat túlsó oldalán, a sugárút felelé néző homlokzaton szintén tömörfalazatú erkély található középen (szélesebb, két ajtóval, üres címerpajzzsal, ahogy a főhomlokzaton is látható volt sokáig, de itt a címert sem állították helyre), a szalagdíszen szintén a Porta Heroum felirattal (évszámok nélkül). Az erkélyt egy-egy franciaablak keretezi. A középső ívet itt a „Haladás Útja Dicső Múltból Diadalmas Jövőbe Vezet” fölirat szegélyezi (mai helyesírással). A kapu jobb és bal oldalán a szobrokat tartóhoz hasonló, de keskenyebb pilléreken a harmadik emeletig nyúló, nagyméretű zászlótartó rudak állnak. Mindkét oldalon az erkélyek alján koszorúra keresztbe fektetett kardok domborműve látható.
A kapuépítmény lapostetős, amely a mellette lévő épületek sátortetőinek gerince fölé magasodik valamivel. A tető közepén dobogószerű emelvényen egy-egy zászlótartó áll, a homlokzat síkjától kissé beljebb. A boltíveken belül a kisboltívekben valaha nagyméretű antik stílusú bronz örökmécsesek voltak. A DMKE palota homlokzatát nem tartották alkalmasnak az emlékmű stílusához, ezért az építésekor annak szecessziós díszeit leverték, világos színű sgraffitoit bevakolták, majd az egész épületet szürkére mázolták, amilyen az emlékmű alapszíne is.
A kivitelezési munkák az Erdélyi András és Fiai cég, valamint Ottovay István szegedi építész nevéhez fűződik.

## A freskó
A boltív freskóit (az ország akkoriban legnagyobb freskóját) Aba-Novák Vilmos hat hét alatt készítette el segítőjével, Stefán Henrikkel. A második világháború után előbb csak Horthy alakját fedték be, majd 1949-ben az egészet bevakolták és lemeszelték továbbá a kapu feletti feliratokat is eltávolították a címerekkel együtt. A Rákosi-rendszer nem tűrte a királyságra vagy a háborús revansra utaló jelképeket; sorban jelentek meg a rendeletek, hogy milyen szimbólumokat kell eltüntetni a közterekről. A képek szinte teljesen elpusztultak, mert a cementes vakolat – amivel befedték – tönkretette a festékréteg felszínét. A rendszerválétás után megkezdett helyreállítás során a restaurátoroknak 60-70%-ban újra kellett festeni a képeket.

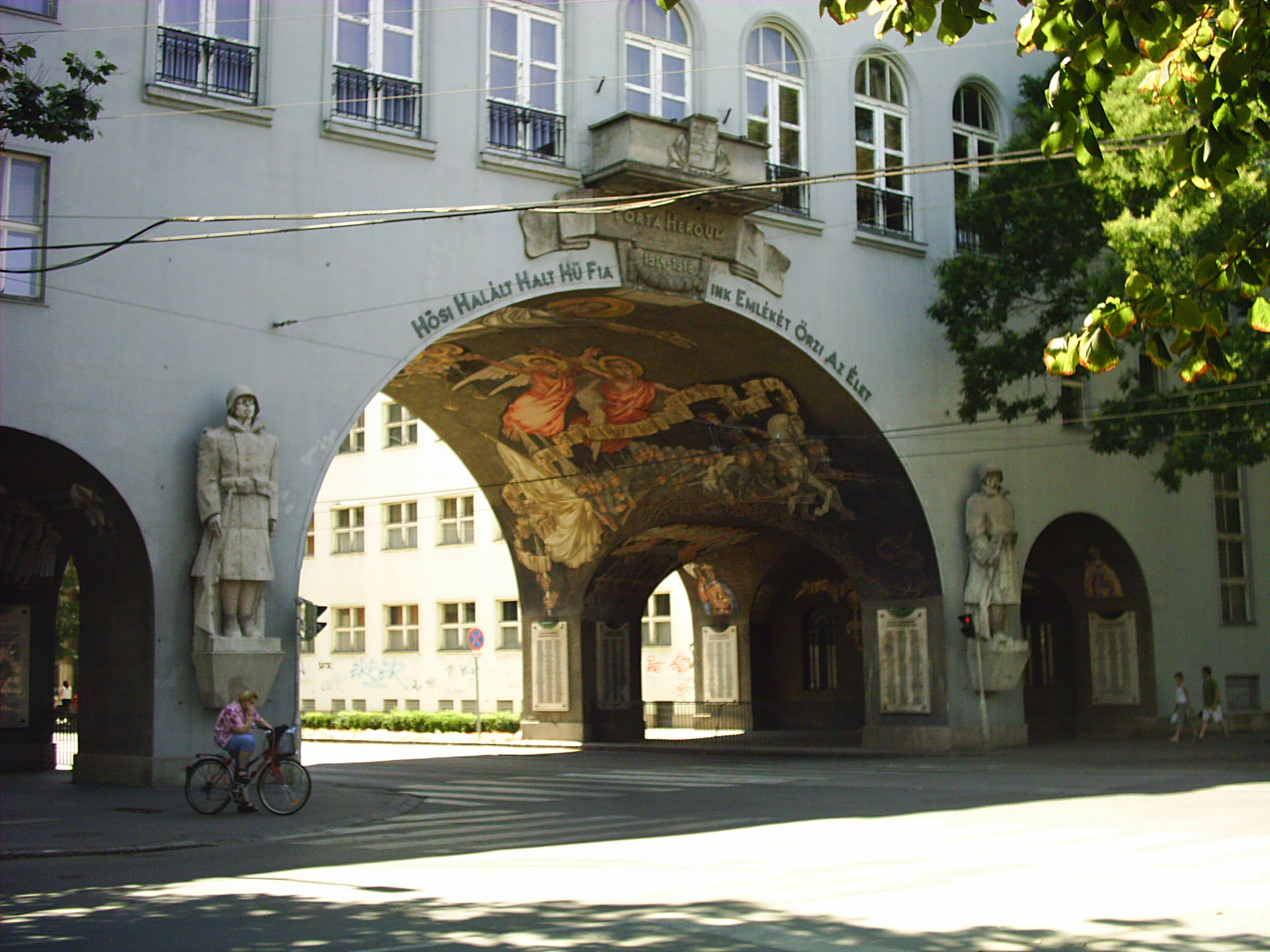
Szeged, Hősök kapuja
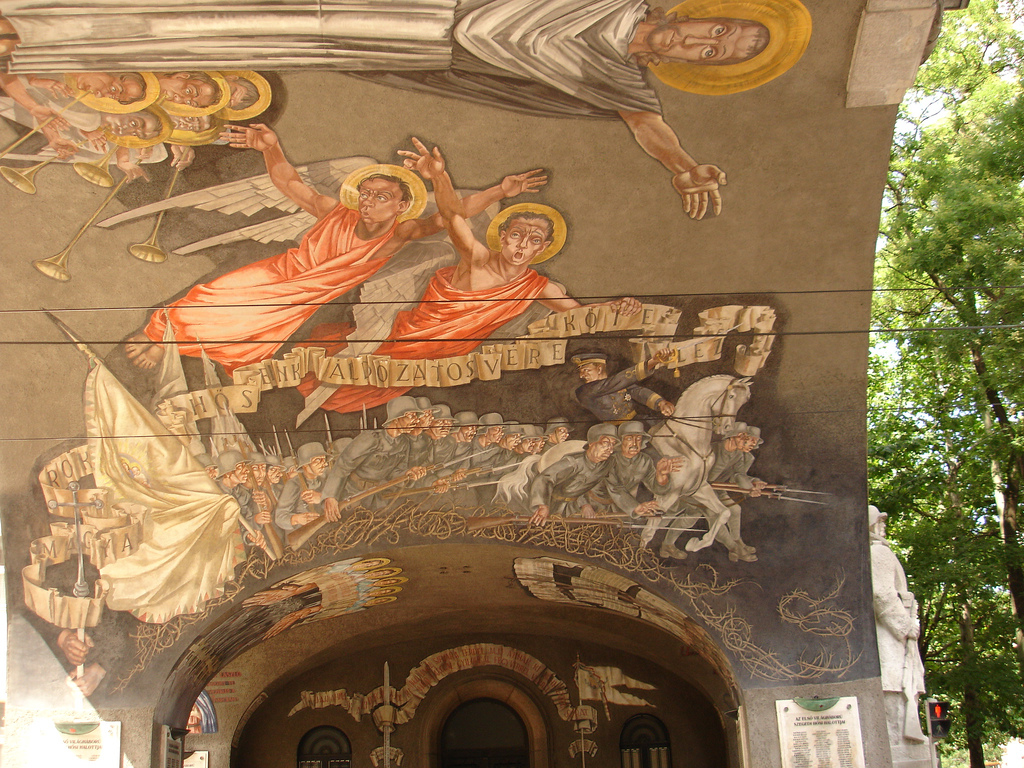
Freskórészlet
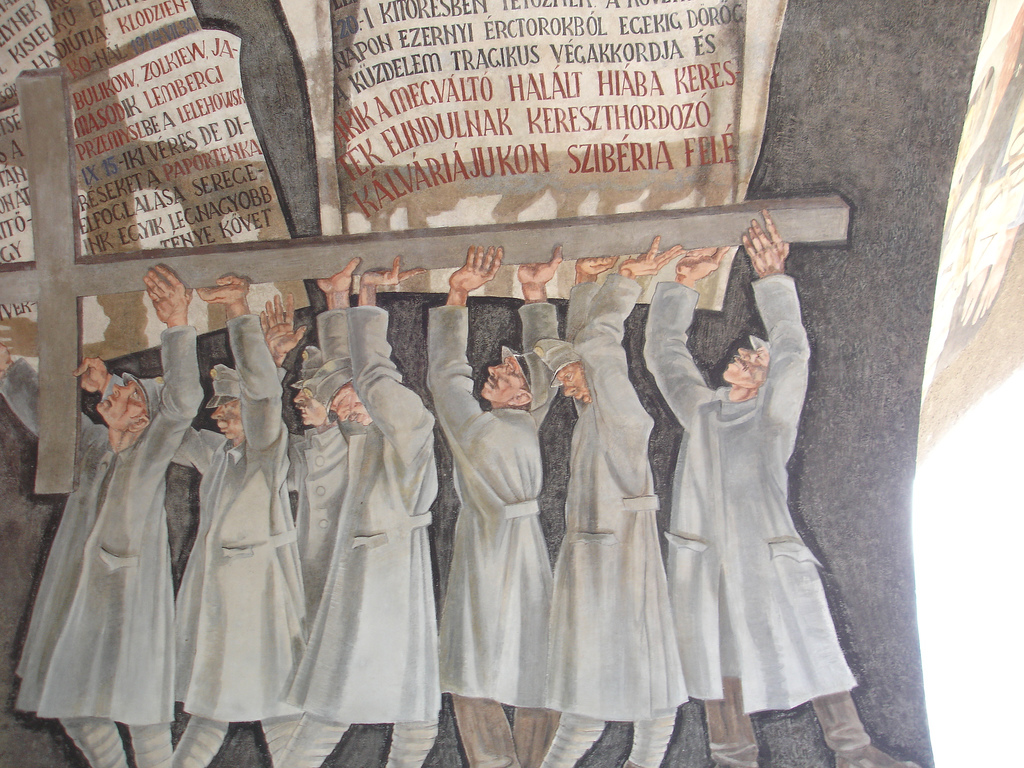
Freskórészlet
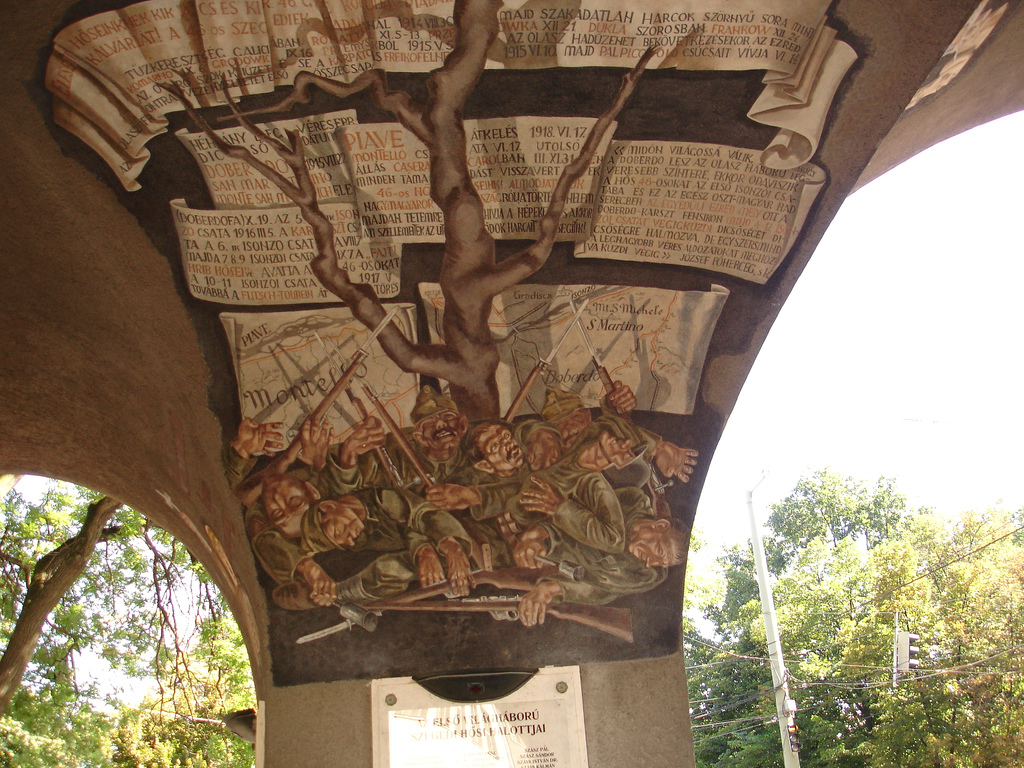
A montellói fa
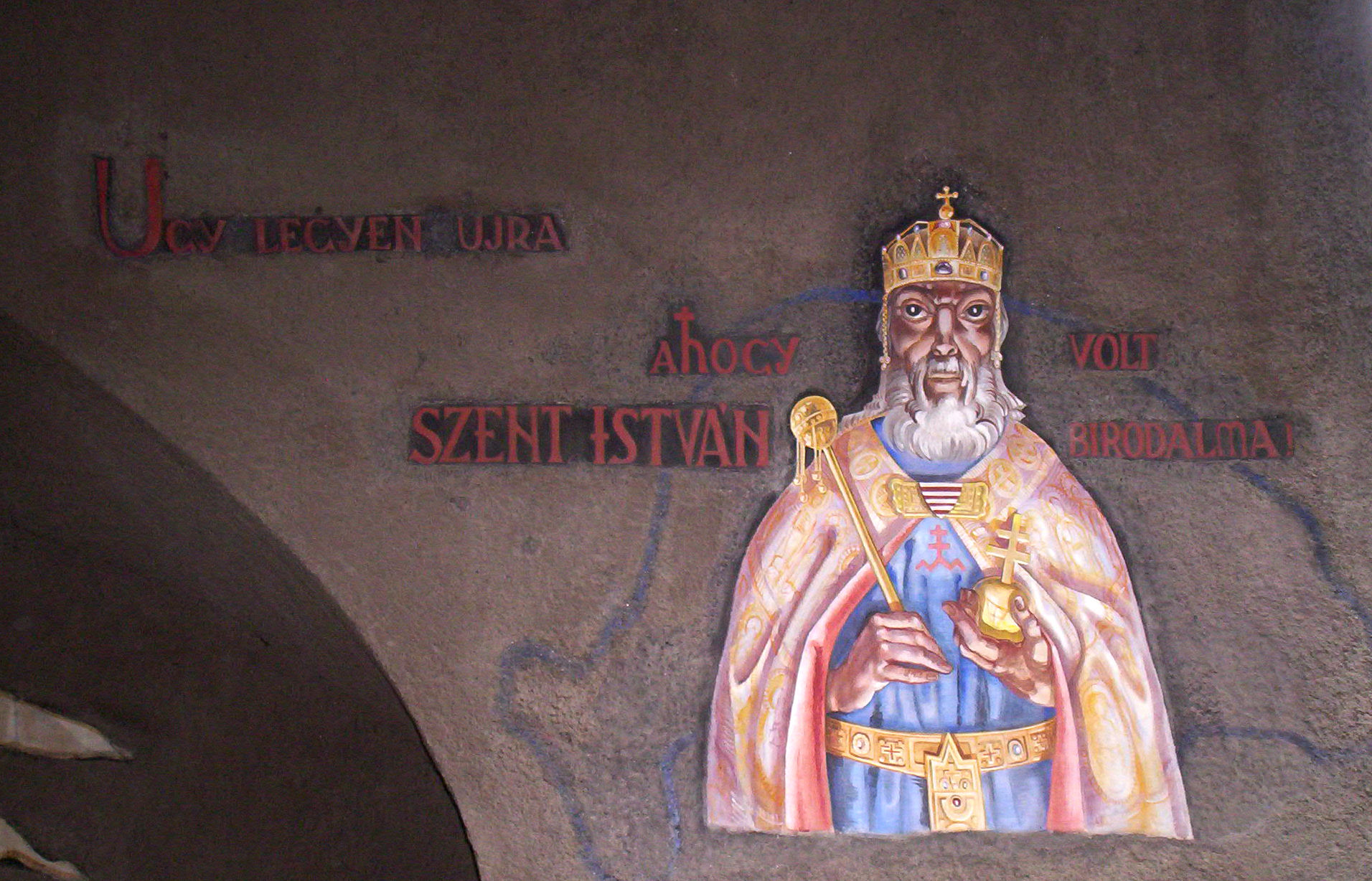
Szent István
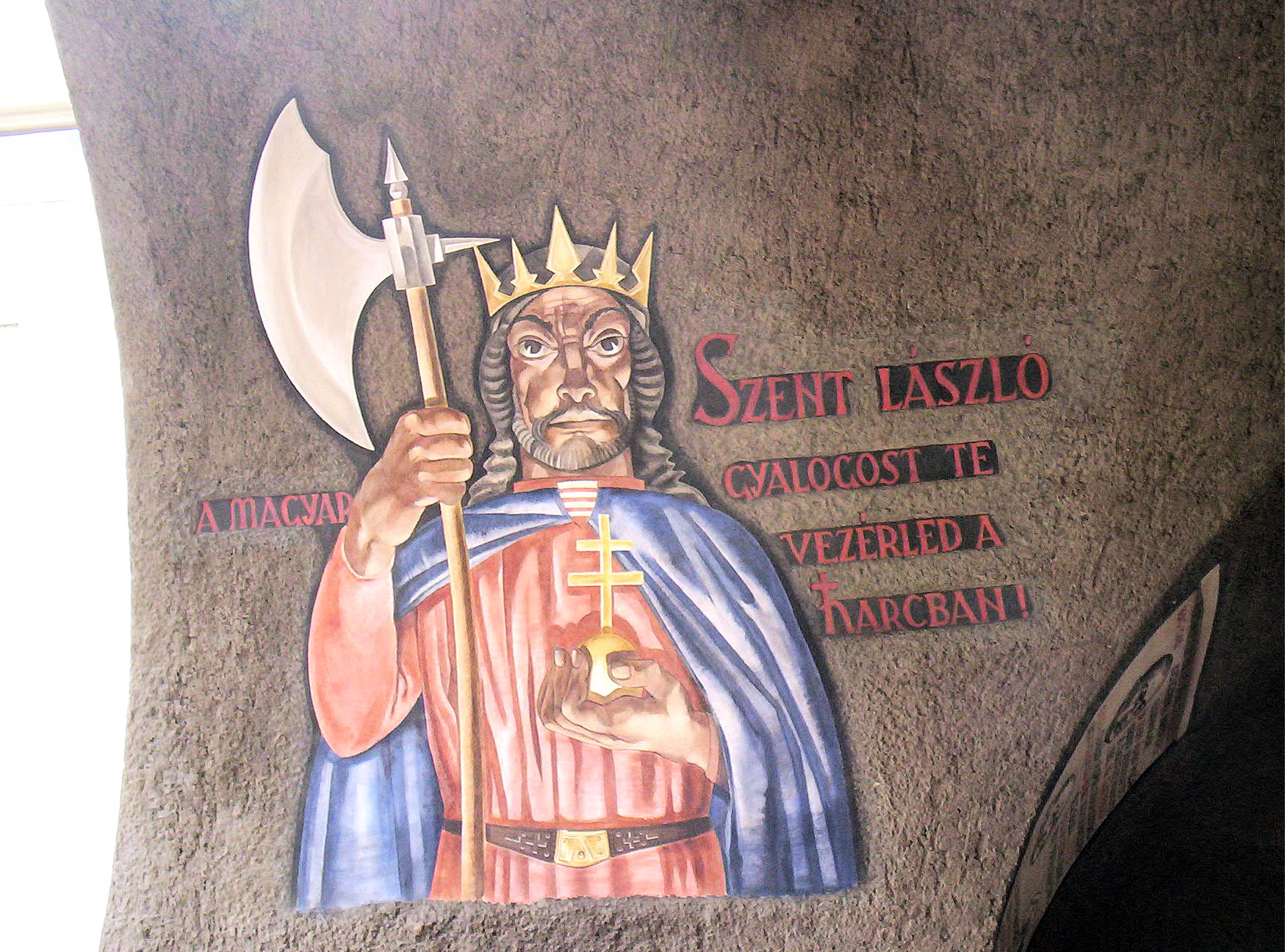
Szent László
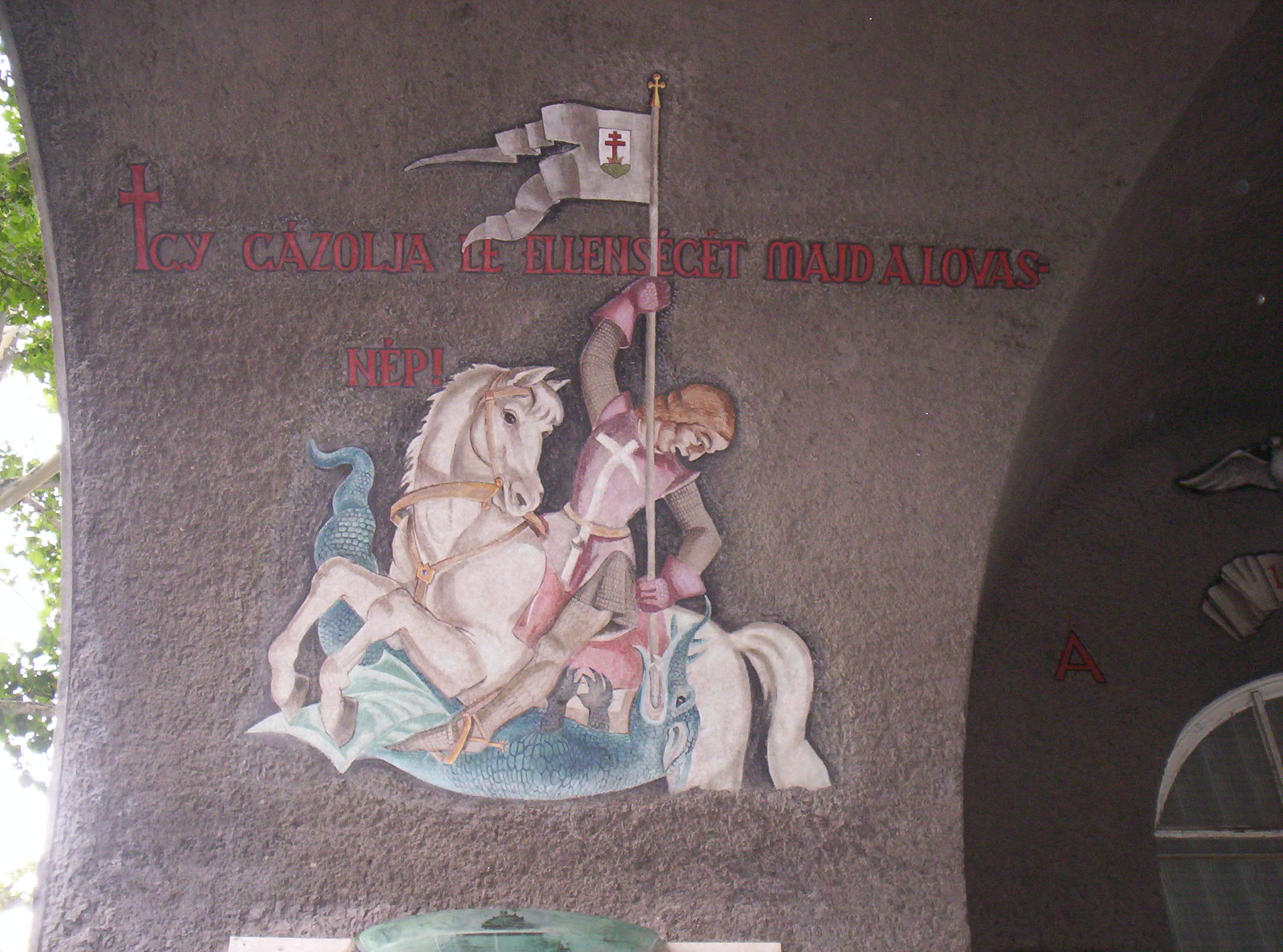
Szent György
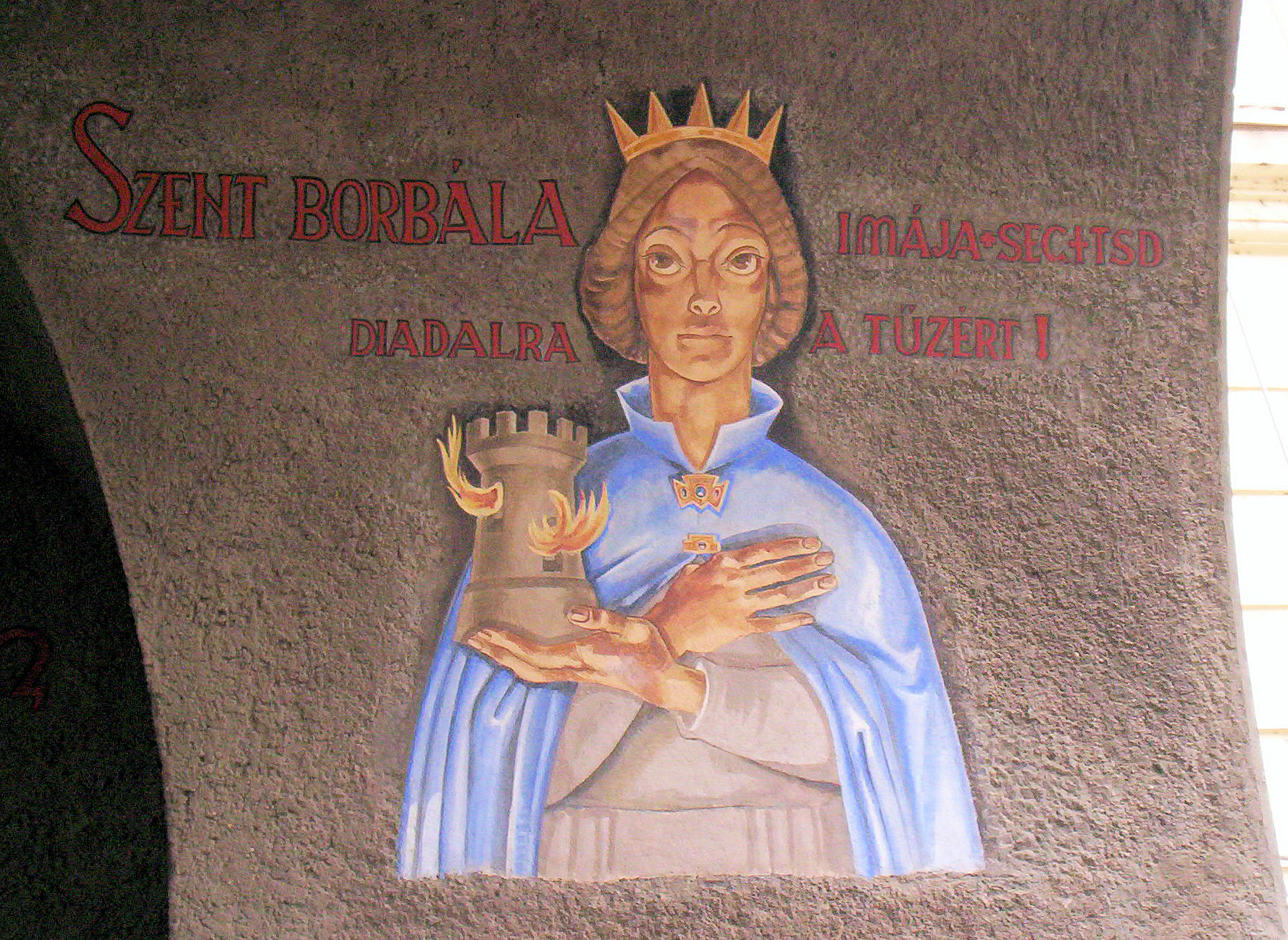
Szent Borbála

A művész három témát jelenített meg: a háborús emlékezést, a hősi halottak dicsőítését és Horthy Miklós elindulását Szegedről. Középen, fejjel a tér felé az ítélkező Krisztus mintegy 8 méteres alakját ábrázolta, lábainál a harsonás, ítélkező angyalok csoportjával. Jobbja felől a „Hit” allegóriáját festette meg, a szalagot tartó főangyalok hatalmas alakjaival, lejjebb az elesettekért gyertyát égető barátok csoportját, mellettük fiaikat sirató anyákat, akiknek fülébe örökké konduló lélekharang jajgat. Lejjebb katonasírok kerültek, és az ismeretlen hőst jelképező rohamsisakos mementó. 
A másik oldalon özvegyek és árvák csoportját az eskütevőkkel ábrázolta a művész. A dongaboltozat város felőli oldalának témája a „Tett” allegóriája, két főangyallal, a kormányzó lovas alakjával és a parancsra rohamra induló katonák zárt csoportjával.
Erre az oldalra került, a keresztboltozaton a „montellói fa” (doberdói szederfa) képe, a tövében rémülten összebújó katonákkal. Vele szemben üveges szemű, halott katonák zárt rendben menetelnek a fakeresztes sírok felé. A Hit oldalán levő keresztboltozaton a „huszárroham” jelenete és a háború keresztjét vivő katonák megrázó víziója kapott helyet.
A kor szellemében a mű tematikája magában rejti az agitatív szándékot is. Nem csak az ívek feletti feliratai igazolják ezt, de a freskók feliratszalagjai is, és az avatóünnepségen elhangzott szónoklatok részletei is.
Az 1990-es években Aba-Novák Judit, a művész lánya és Kováts Kristóf, a művész unokája  több mint 20 millió forintos adományával létrejött az Aba-Novák alapítvány, amely további adományokat és támogatásokat gyűjtve lépésről lépésre felújíttatta a freskóegyüttest. Forrai Kornélia restaurátor az első feltárásokat még 1986-ban végezte a Tisza felőli kisboltíven, majd 1989-ben újabb részleteket vizsgált meg. Az Aba-Novák alapítványtól 1995-ben kapott megbízást az egyik kisboltív képeinek restaurálására. Az 1996-ban elkészült munka folytatását jelentette a nagy ív restaurálása, amelyre 1999–2000-ben került sor. A millenniumi pályázatok évében ehhez az összeghez adott 15 milliót a Millennium kormánybiztosának hivatala és további jelentős támogatást a Nemzeti Kulturális Örökség Minisztériuma (NKÖM). Nem sokáig maradt vakolat alatt a város felőli kis ív freskója sem: a már elkezdett munka az NKÖM újabb ötmillió forintos támogatásával folytatódott. A freskó újra régi fényében született újjá kényszerű vakolatkoporsójából. A helyreállításban Forrai Kornélia restaurátor mellett kiemelkedő szerepe volt dr. Berekné Petri Ildikónak is, az Aba-Novák Alapítvány kuratóriumi elnökének.